# ATC code P02
ATC code P02 ضد کرم‌ها زیرگروهی درمانی از سیستم طبقه‌بندی شیمیایی درمانی آناتومیک است. این سیستمِ متشکل از کدهای حرفی‌عددی را سازمان جهانی بهداشت برای طبقه‌بندی داروها و سایر تولیدات پزشکی ایجاد کرده است. زیرگروه P02 جزوی از گروه آناتومیک P محصولات ضدانگل، حشره‌کش‌ها و دفع‌کننده‌های آفات و حشرات است.
ممکن است نسخه‌های ملی از طبقه‌بندی ATC حاوی کدهای اضافه‌ای باشند که در این فهرست (نسخهٔ سازمان جهانی بهداشت) نیامده باشند.

## P02BAntitrematodals

### P02BAکوینولینderivatives and related substances
P02BA01 پرازیکوانتل
P02BA02 Oxamniquine

### P02BBارگانوفسفاتcompounds
P02BB01 Metrifonate

### P02BX Other antitrematodal agents
P02BX01 Bithionol
P02BX02 Niridazole
P02BX03 Stibophen
P02BX04 تری کلابندازول

## P02CAntinematodalagents

### P02CABenzimidazolederivatives
P02CA01 مبندازول
P02CA02 تیابندازول
P02CA03 آلبندازول
P02CA04 Ciclobendazole
P02CA05 Flubendazole
P02CA06 Fenbendazole
P02CA51 Mebendazole, combinations

### P02CBپیپرازینand derivatives
P02CB01 پیپرازین
P02CB02 دی اتیل کاربامازین

### P02CCپیریمیدینderivatives
P02CC01 پیرانتل
P02CC02 Oxantel

### P02CEImidazothiazolederivatives
P02CE01 لوامیزول

### P02CFAvermectines
P02CF01 ایفرمکتین

### P02CX Other antinematodals
P02CX01 پیروینیوم پاموات
P02CX02 بفنیوم هیدروکسی نفتوات

## P02DAnticestodals

### P02DAاسید سالیسیلیکderivatives
P02DA01 نیکلوزاماید

### P02DX Other anticestodals
P02DX01 Desaspidin
P02DX02 دی‌کلروفن